# Бокс, Джордж
Джордж Бокс (англ. George E. P. Box; 18 октября 1919, Грейвзенд, Англия — 28 марта 2013, Мадисон, Висконсин, США) — британский статистик, внёсший заметный вклад в такие области, как контроль качества, планирование эксперимента, анализ временных рядов и байесовский вывод.
Член Лондонского королевского общества (1985).
Бокс писал — «В сущности, все модели неправильны, но некоторые полезны».

## Биография
Бокс родился в Грейвзенде, Англия. Получил образование как химик. Во время Второй мировой войны проводил для Британской армии эксперименты на малых животных. Для того, чтобы анализировать результаты экспериментов начал изучать статистику. После войны получил степень бакалавра в Университетском колледже Лондона по математике и статистике. В 1953 году в Лондонском университете получил степень доктора философии под руководством Эгона Пирсона.
С 1948 по 1956 год Бокс работал статистиком в Imperial Chemical Industries. Работая там, он взял отпуск на год, чтобы стать профессором в Университете Северной Каролины.
В 1960 году он перешёл в Висконсинский университет в Мадисоне, где основал департамент статистики.
Он получил медаль Шухарта от Американского общества контроля качества в 1968 году, премию Мемориала Уилкса от Американской статистической ассоциации в 1972 году. Бокс занимал пост президента Американской статистической ассоциации в 1978 году и Института математической статистики в 1979 году.
В 1992 году он официально ушёл на пенсию, получив звание почётного профессора.
Бокс был женат три раза. Второй женой была Джоан Фишер, вторая дочь Рональда Фишера. Умер 28 марта 2013 года в возрасте 93 лет.

## Награды
- 1964 — Серебряная медаль Гая[англ.]
- 1968 — Медаль Шухарт[англ.]
- 1972 — Мемориальная награда Уилкса[англ.]
- 1974 — R. A. Fisher Lectureship[англ.]
- 1990 — Стипендия Гуггенхайма[4]
- 1993 — Золотая медаль Гая[англ.]
- 2003 — Медаль Джорджа Бокса[англ.]

## Сочинения
- Анализ временных рядов : прогноз и управление = Time Series Analysis: Forecasting and Control. / Дж. Бокс, Г. Дженкинс; перевод с англ. А. Л. Левшина; под ред. В. Ф. Писаренко. — М. : Мир, 1974. Вып. 1. — 1974. — 406 с. : ил.
- Анализ временных рядов : прогноз и управление / Дж. Бокс, Г. Дженкинс; перевод с англ. А. Л. Левшина; под ред. В. Ф. Писаренко. — М. : Мир, 1974. Вып. 2. — 1974. — 197 с. : ил.